# Manuele Pepe
Manuele Pepe, pseudonimo di Marco Ceramicola (Gassano, 8 aprile 1961), è un cantautore italiano.

## Biografia
Inizia la carriera nel 1979, ottenendo un contratto discografico con l'etichetta discografica Kangaroo, che pubblica l'anno successivo il suo 45 giri di debutto.
In seguito passa alla Dischi Ricordi.
Partecipa al Festival di Sanremo 1983 con Solo con te, ma non riesce ad andare in finale. Il singolo però ottiene un buon successo in Germania.
Nel 1984 partecipa ad Un disco per l'estate con Volerei.
Nel 1986 incide, sempre per Dischi Ricordi, il singolo italo disco dal titolo Shadilay, cantata sia in italiano che in inglese. La canzone, dal successo relativo all'epoca, diventerà invece di culto negli Stati Uniti 30 anni dopo, quando cominciò ad essere usata in migliaia di meme online in appoggio all'elezione di Donald Trump del 2016 alla presidenza degli USA.
Nel 1988 pubblica un album omonimo.

## Discografia parziale

### 33 giri
- 1988: Manuele Pepe (Dischi Ricordi)

### 45 giri
- 1980: E vivo/Più su (Kangaroo, KTRN 3906)
- 198X: Notte d'agosto/Amo te (Trash Records)
- 1983: Solo con te/Ti telefono o no (Dischi Ricordi SRL 10974)
- 1984: Volerei/Azzurro amore (Dischi Ricordi SRL 11003)
- 1986: Shadilay (Dischi Ricordi)
- 1986: Shadilay Mix (Magic Sound distribuzione Dischi Ricordi)

### Compilation
- 1984: Canzoni per l'estate '84 (Dischi Ricordi SMRL 6316; Pepe è presente con Volerei)

## Discografia estera

### 45 giri
- 1983: Solo con te/Ti telefono o no (Dischi Ricordi 810 941-7)